# آن مونتجومري
آن مونتجومري (بالإنجليزية: Anne Montgomery)‏ هي صحفية ومعلقة رياضية أمريكية، ولدت في 1955.

## وصلات خارجية
- آن مونتجومري على موقع IMDb (الإنجليزية)